# Salsa de Nadal
La salsa de Nadal és una preparació especial per a les festes de Nadal feta a l'Illa d'Eivissa, i un plat distingit entre la cuina eivissenca. És una salsa "similar al tradicional torró" feta a base d'ametlles pelades, ous, brou de carn, sucre, pebre, clavell, totespècia i safrà. Es pren calenta dins d'una tassa com una mena de guarniment per al cóc de bescuit o els melindros, com a postres o aperitiu dolç. Sol fer-se una sola vegada, a començament de les festes, en quantitat suficient perquè duri tots els dies, però cal bullir-la cada cop que es vulgui menjar perquè recuperi la seva textura. És postulat que prové dels àrabs i per això es poden trobar plats molt semblants a la cuina del País Valencià.
A Formentera també existeix la salsa Mossona però no s'ha de confondre amb la salsa de Nadal. A Formentera també es fa salsa de nadal i tot i que a cada casa sempre es fa un xic diferent, car la recepta és casolana i varia d'unes famílies a unes altres, normalment les ametlles s'utilitzen amb pell i la salsa surt per tant més fosca. Una altra diferència amb la salsa d'Eivissa és l'ús generalitzat del brou en comptes d'aigua. L'illa d'Eivissa té regions on és típica l'aigua, per exemple Sant Josep de sa Talaia i zones on l'ús del brou és generalitzat igual que a Formentera, com és el cas de Santa Eulària des Riu. Una altra diferència és que a Formentera la salsa no du mel.